# 1253 Frisia
1253 Frisia је астероид главног астероидног појаса са средњом удаљеношћу од Сунца која износи 3,163 астрономских јединица (АЈ).
Апсолутна магнитуда астероида је 11,5 а геометријски албедо 0,065.